# Державна служба
Держа́вна слу́жба  — державно-правовий і соціально-політичний інститут для практичного виконання завдань і функцій держави особами, які мають посади в державних органах та одержують заробітну плату за рахунок державних коштів.

## Державна служба в Україні
Станом на 1 січня 2016 року кількість державних службовців в Україні становить близько 250 тис. осіб. Плинність кадрів коливається в межах 20-25 % щороку. До 40 % державних службовців одержують заробітну плату на рівні мінімальної.
Завдання Д. с. зумовлюються функціями держави і полягають у забезпеченні внутрішньої і зовнішньої безпеки, ефективного функціонування інфраструктури економіки, національної сфери та ін. На Д. с. покладено відповідальність за збереження стабільності та принципів правової держави, забезпечення свобод окремих громадян, тобто цілей, закріплених Конституцією України.
Д. с. ґрунтується на таких основних принципах:
- служіння народу України;
- демократизм і законність;
- гуманізм і соціальна справедливість;
- пріоритет прав людини і громадянина,
- професіоналізм, компетентність, ініціативність, чесність, відданість справі;
- персональна відповідальність за виконання службових обов'язків і дисциплінованість;
- дотримання прав і законних інтересів органів місцевого і регіонального самоврядування;
- дотримання прав підприємств, установ і організацій, об'єднань громадян.

Право на Д. с. мають громадяни України незалежно від походження, соціального і майнового стану, расової і національної належності, статі, політичних поглядів, релігійних переконань, місця проживання, які здобули відповідну освіту і професійну підготовку.
Державні службовці користуються всіма правами і свободами, крім деяких правових обмежень, безпосередньо пов'язаних з етикою їх поведінки. Органом управління Д. с. в державних органах та їх апараті є Національне агентство України з питань державної служби.
Правовою основою державної служби є Закон України «Про державну службу». З 1 травня 2016 року набирає чинність новий Закон України «Про державну службу».